# Kotschya suberifera
Kotschya suberifera är en ärtväxtart som beskrevs av Bernard Verdcourt. Kotschya suberifera ingår i släktet Kotschya och familjen ärtväxter. Inga underarter finns listade i Catalogue of Life.